# Medicina del XVIII secolo
L'illuminismo ispira un umanesimo che sta all'origine della « medicina sociale », antecedente della salute pubblica.

## La medicina sociale
- La vaccinazione, tecnica messa a punto da Edward Jenner, ma mutuata dalla variolizzazione di Auguste Tissot (1728-1797) e nota ancor prima nel Caucaso e nella Cina.

Edward Jenner (1749-1823), medico britannico, osserva che gli allevatori che hanno sofferto di una lieve malattia, acquisita dalle mucche, in forma di piccole vesciche ripiene di liquido, non contraggono il temibile vaiolo, e decide di realizzare un esperimento per confermare la sua ipotesi: con una lancetta inocula parte del liquido della vescicola di una giovane infettata con il vaiolo vaccino, ad un bimbo chiamato James Phipps. Dopo alcuni giorni presenta i sintomi caratteristici: febbricola ed alcune vescicole. Dopo sei settimane inocula al bimbo un campione da un malato di vaiolo.  James Phipps non contrarrà la malattia. Questo tipo di immunizzazione verrà chiamato "vaccino"
Questo stesso umanesimo sarà ispiratore dei primi lavori in etica medica (Thomas Percival) e dei primi studi sopra la storia della medicina.

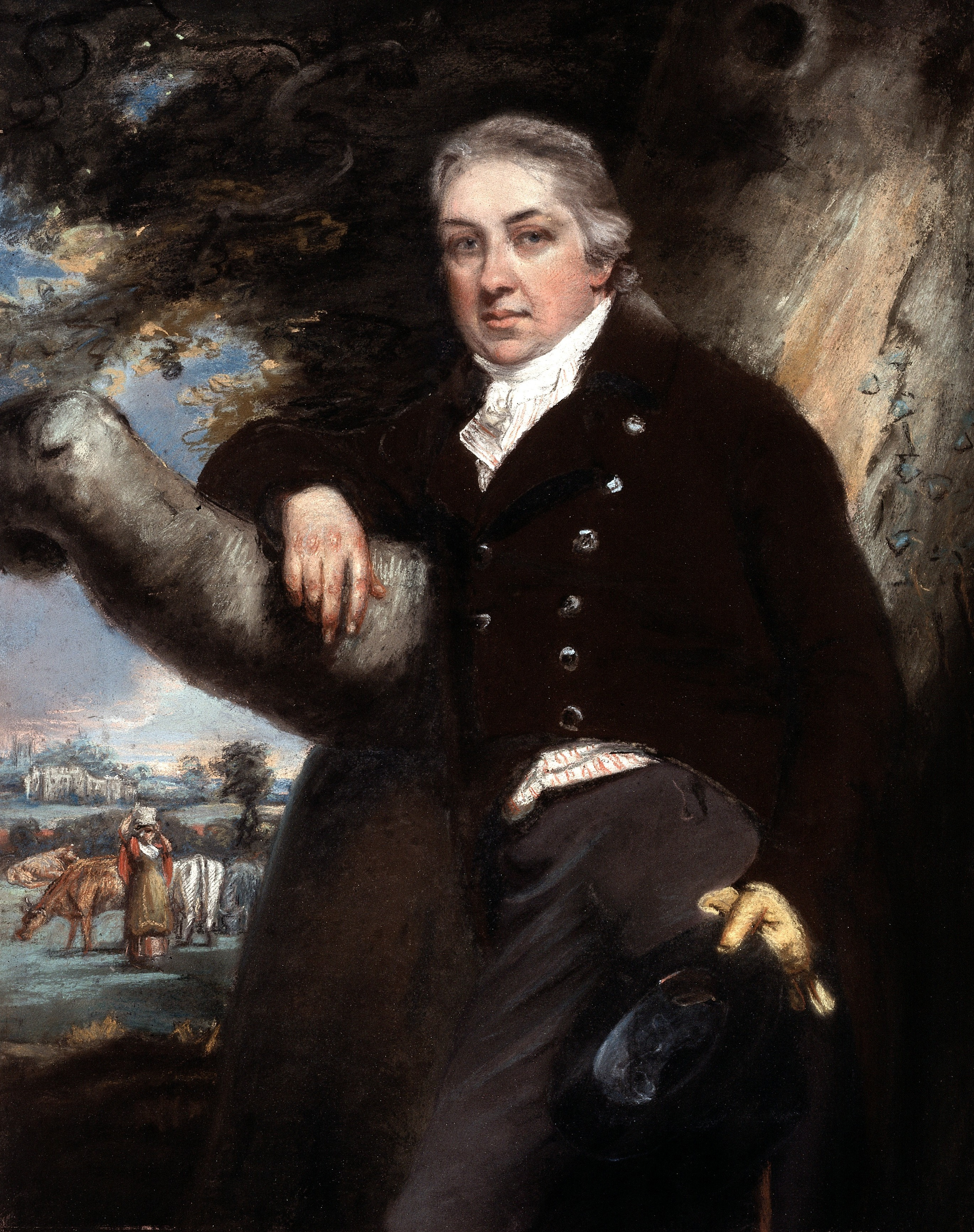
Edward Jenner, scopritore della vaccinazione per il vaiolo. Nel 1980 l'OMS dichiarò la scomparsa di questa malattia.

- Con la rivoluzione  industriale si crearono una serie di circostanze sociali ed economiche che diedero un nuovo impulso alla scienza medica: da un lato iniziarono fenomeni migratori di una grande parte della popolazione che si accumulano nella città, con le conseguenze insalubri corrispondenti ovvero: mala alimentazione, e sviluppo di infermità relazionate alle stesse (pellagra, rachitismo, scorbuto e proliferazione di infermità infettive, particolarmente la tubercolosi). Si determinano anche le condizioni tecniche per cui le scoperte imbastite durante l'illuminismo vedano completamento successivamente.
- La salute pubblica comincia ad avere una grande importanza: i dottori rurali, (che esercitavano in campagna ed in città, ma i cui interlocutori erano i poveri) ben diversi i grandi medici del tempo che fondamentalmente curavano persone di alto lignaggio.

Nasce quindi la figura del medico condotto, il cui compito era curare pauperes et miserabiles sine mercede.
Grande importanza ha l'opera di Johan Peter Franck (1745-1821), per cui la tecnica medica doveva lavorare per tentare di proteggere le categorie più a rischio (infanti, minori, donne gravide, prevenzione della malaria e della pellagra, minatori...)

## Passi avanti nella osservazione scientifica
- Giovanni Maria Lancisi (1654-1720), dopo aver osservato la malaria nell'Agro romano, zeppo di zanzare,  ipotizzava che la malaria fosse trasmessa da un qualche veleno portato dagli insetti (come effettivamente è stato successivamente dimostrato, confutando l'antico pensiero il quale riteneva che la malattia fosse trasmessa da un veleno presente nell'aria, mala aria). Proponeva anche di risanare la campagna, prosciugando la palude[1]
- Percival Pott (1714-1788) osservava attentamente alcuni grandi malati sociali del suo tempo individuando:
  - il morbo di Pott, ovvero la più debilitante delle localizzazioni extrapolmonari della Tubercolosi e il
  - tumore dello scroto, tipica malattia professionale degli spazzacamini, nella industrializzata e fumosa Londra.
- Giambattista Morgagni (1682-1771), discepolo di Antonio Maria Valsalva risaltò fin da giovane per la sua inquietudine medica. La sua opera principale è:"De sedibus et causis morborum per anatomen indicatis" pubblicata nel 1761, nella cui descrive più di 700 storie cliniche con i suoi resoconti delle autopsie. All'interno è presente la nuova (ed accertata come vera) proposta che la tubercolosi sia una malattia infettiva, suscettibile quindi di contagio dagli infermi. Questa teoria sarà dimostrata molto più tardi da Robert Koch, darà però origine ai primi movimenti sociali di quarantena in istituti specifici per tali infermi.
- Marcello Malpighi seppe approfittare dei miglioramenti che  Anton van Leeuwenhoek apportò al microscopio.  Le sue descrizioni al microscopio dei tessuti gli hanno portato il titolo di padre della istologia. In suo onore è stata battezzata una struttura renale denominata  piramide di Malpighi.
- Tra i chirurghi di rilievo di quest'epoca si ricordano Pierre Desault o Dominique-Jean Larrey (chirurgo di  Napoleone) in Francia e John Hunter in Inghilterra.

## La scuola di veterinaria in Italia
Nel 1769, voluta dal re sabaudo Carlo Emanuele III di Savoia, venne inaugurata la Scuola di Veterinaria di Torino la prima in Italia e la  quarta nel mondo 

## Presupposti culturali, sociali o a livello di paradigma
- L'inurbazione favorisce la diffusione di alcune malattie caratteristiche (tubercolosi, ...), con la nascita quindi della medicina sociale.

Continua ad evolversi il pensiero riguardo al fisico e allo spirito:
- Per Georg Ernst Halle il flogisto (ovvero lo spirito immateriale) era alla base di tutta la vita.

Per Friedrich Hoffmann (1660-1742) l'anima era fatta di etere, una sostanza materiale  presente anche in tutto l'universo 
- Per John Brown la proprietà fondamentale della vita era la incitabilitas. Le malattie erano dovute ad un difetto astenia oppure ad un eccesso iperstenia.
- Ancora esiste una grande discussione riguardo alla putrefazione. Redi, nel secolo scorso,  aveva confutato l'ipotesi della generazione spontanea, ora nuovamente sostenuta da Lazzaro Spallanzani